# Římskokatolická farnost u kostela Nanebevzetí Panny Marie Kladno
Římskokatolická farnost u kostela Nanebevzetí Panny Marie Kladno je jedno z územních společenství římských katolíků v kladenském vikariátu s farním kostelem Nanebevzetí Panny Marie.

## Kostely farnosti
| Kostel                       | Místo                  | Bohoslužba              |
| ---------------------------- | ---------------------- | ----------------------- |
| Nanebevzetí Panny Marie      | Kladno                 | ne 10.00                |
| Nejsvětějšího Srdce Ježíšova | Kročehlavy             | ne 08.30 po st pá 18.00 |
| sv. Floriána                 | Kladno                 | út čt so ne 18.00       |
| sv. Vavřince, zámek          | Kladno                 |                         |
| sv. Mikuláše, Hnidousy       | Švermov (Hnidousy)     | ne 10.30                |
| sv. Mikuláše                 | Vrapice                | ne 08.30 pá 15.00       |
| Narození sv. Jana Křtitele   | Dubí (v lese „U Jána“) |                         |

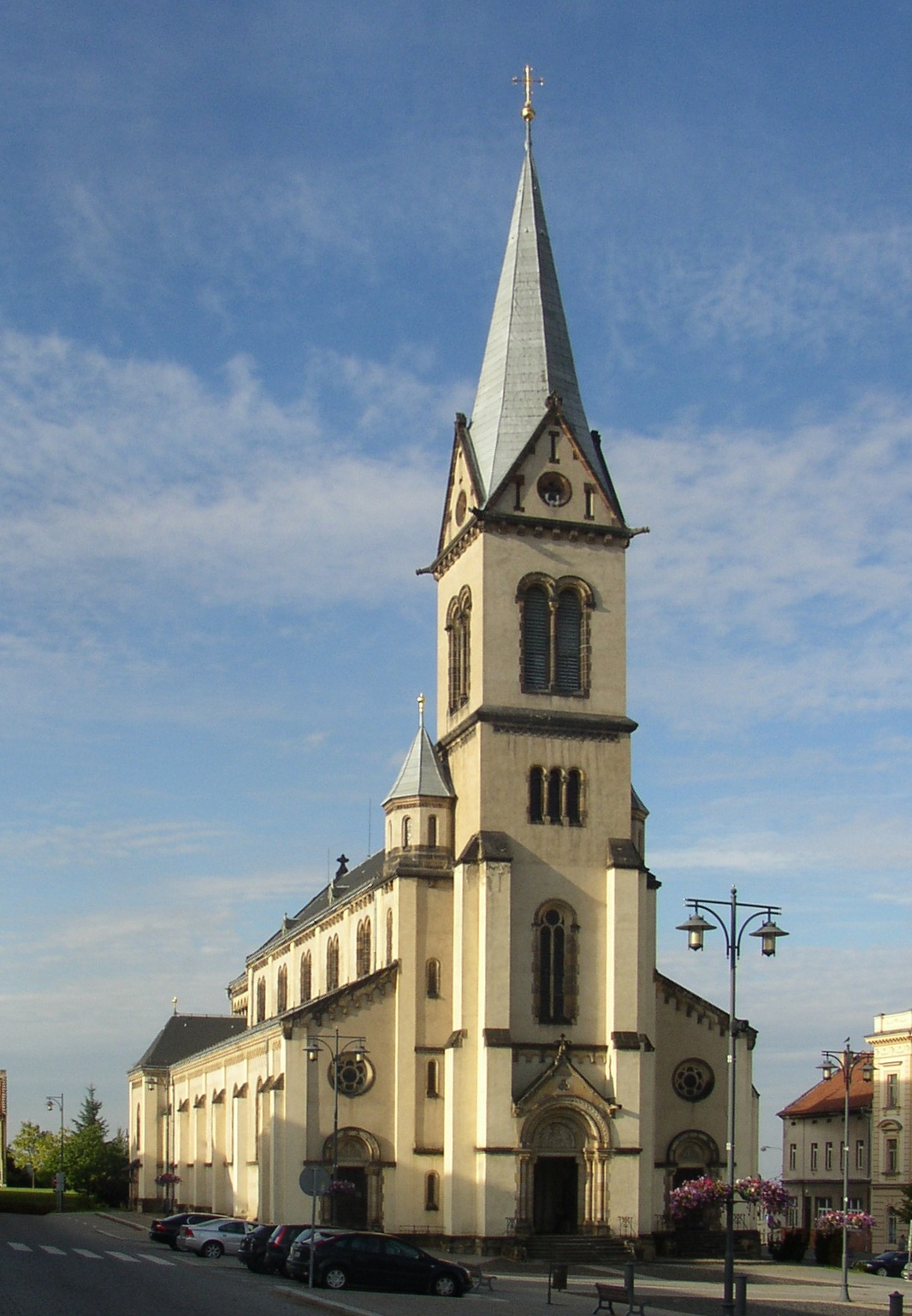
Kostel Nanebevzetí P. Marie, Kladno
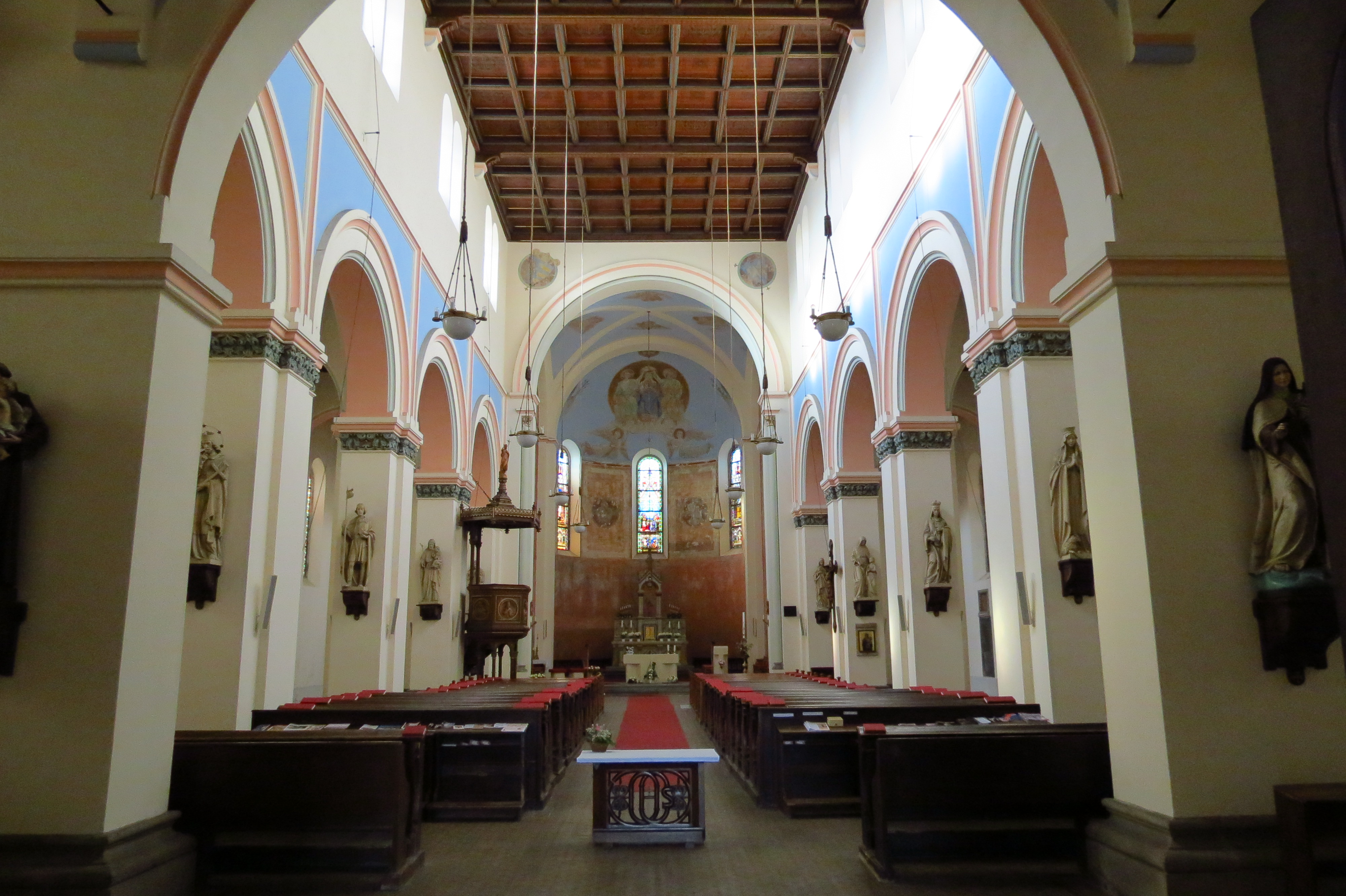
Interiér kostela Nanebevzetí P. Marie
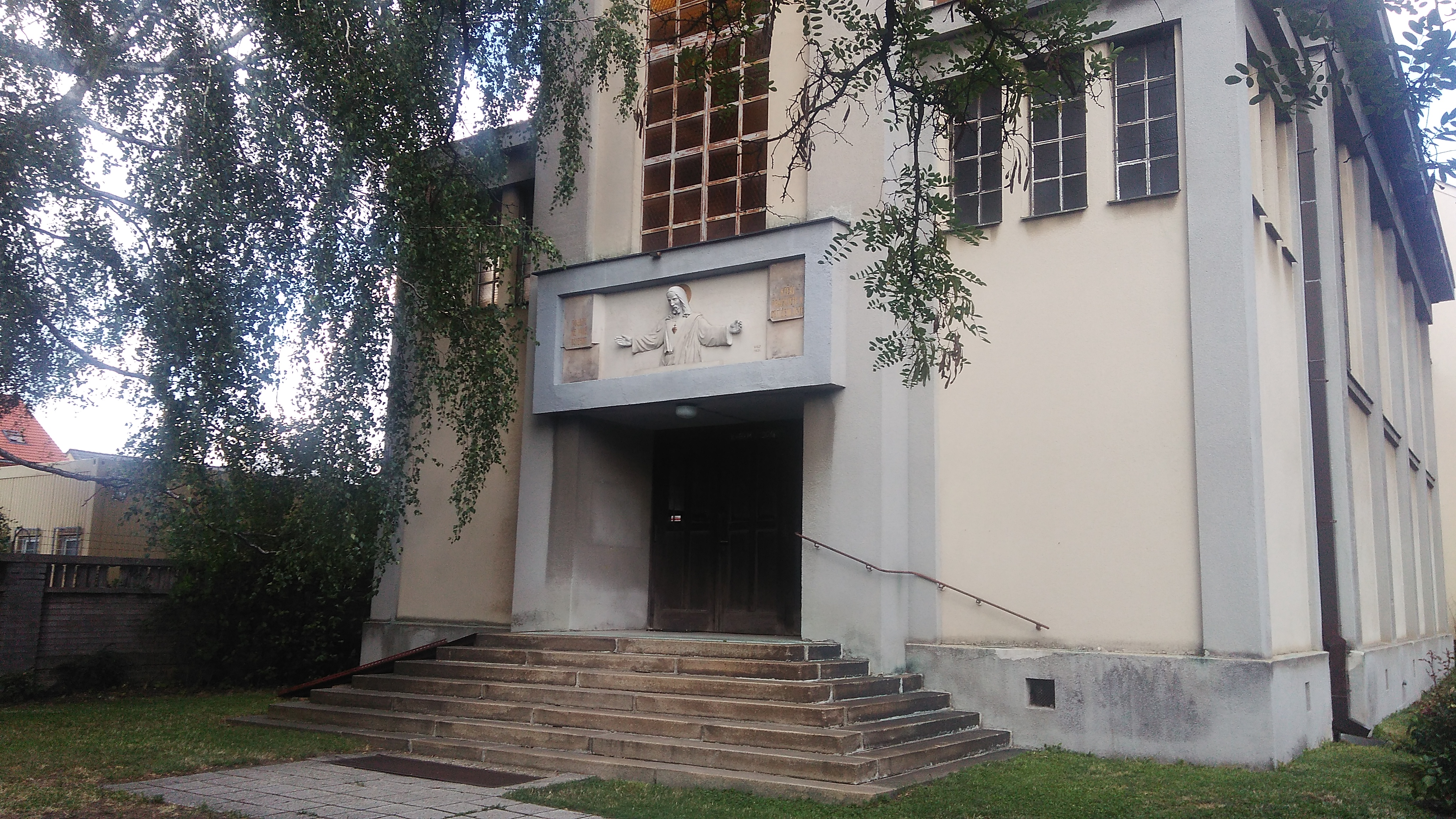
Kostel Nejsvětějšího Srdce Ježíšova, Kročehlavy
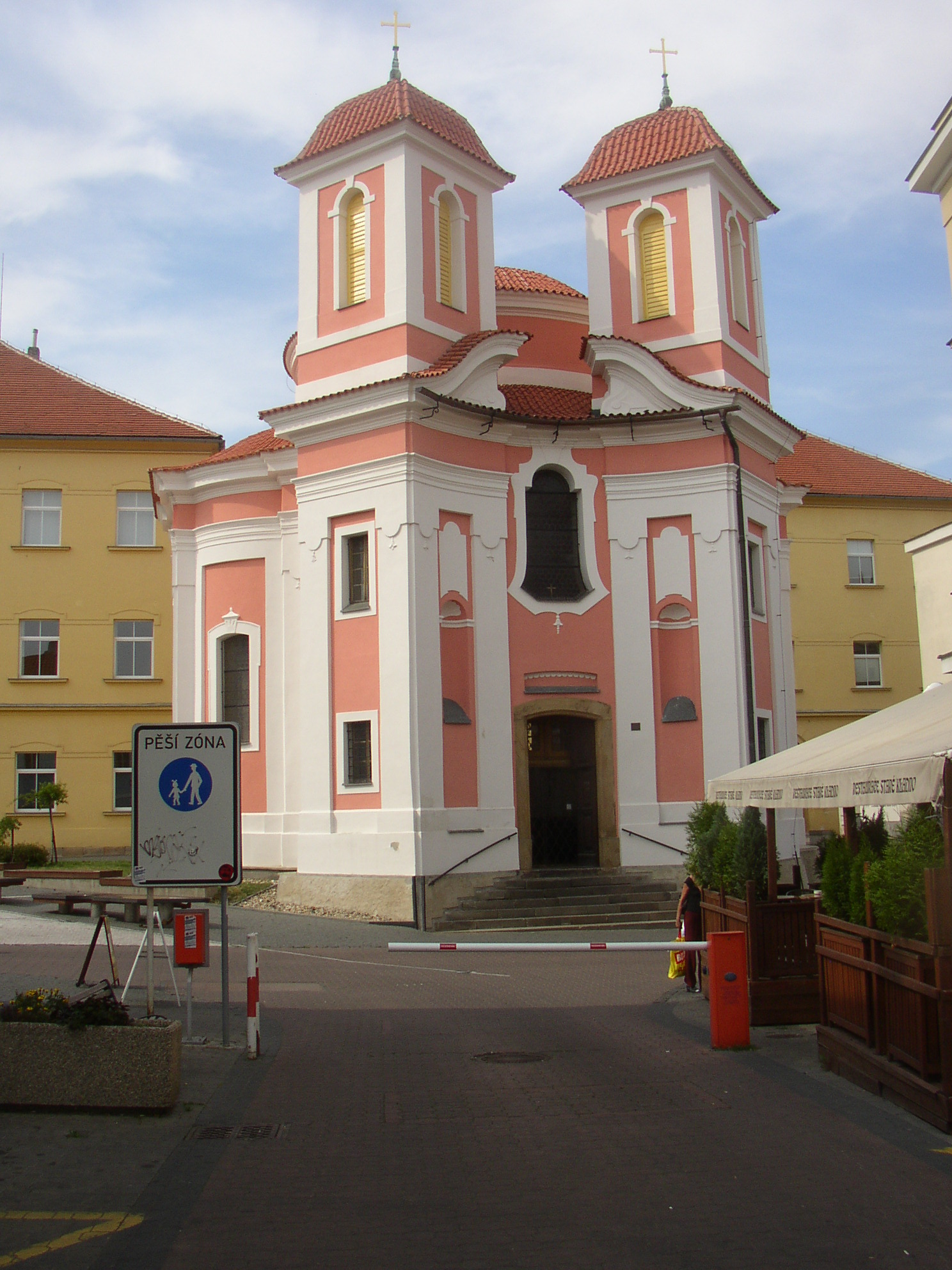
Kaple sv. Floriána, Kladno
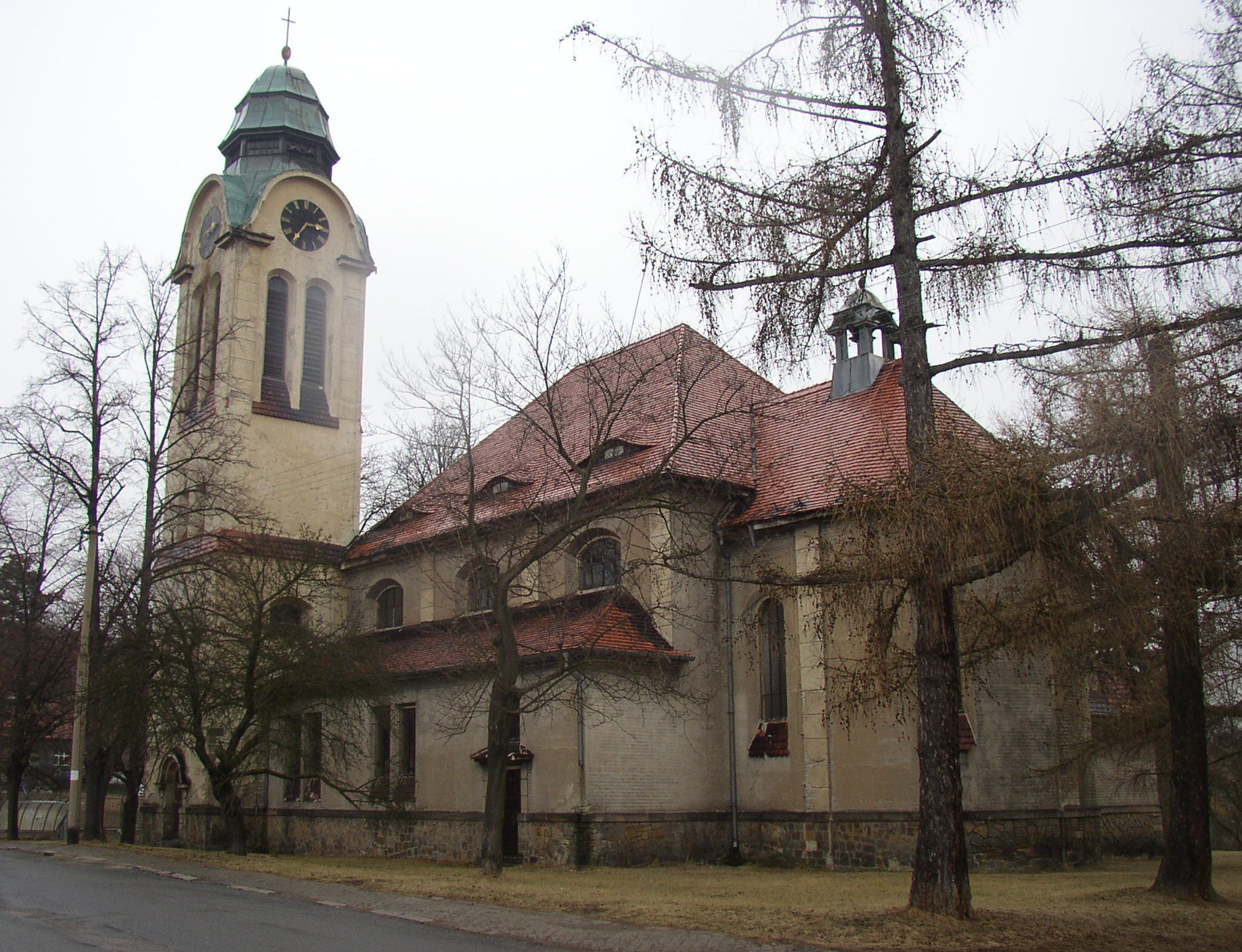
Kostel sv. Mikuláše, Švermov-Hnidousy
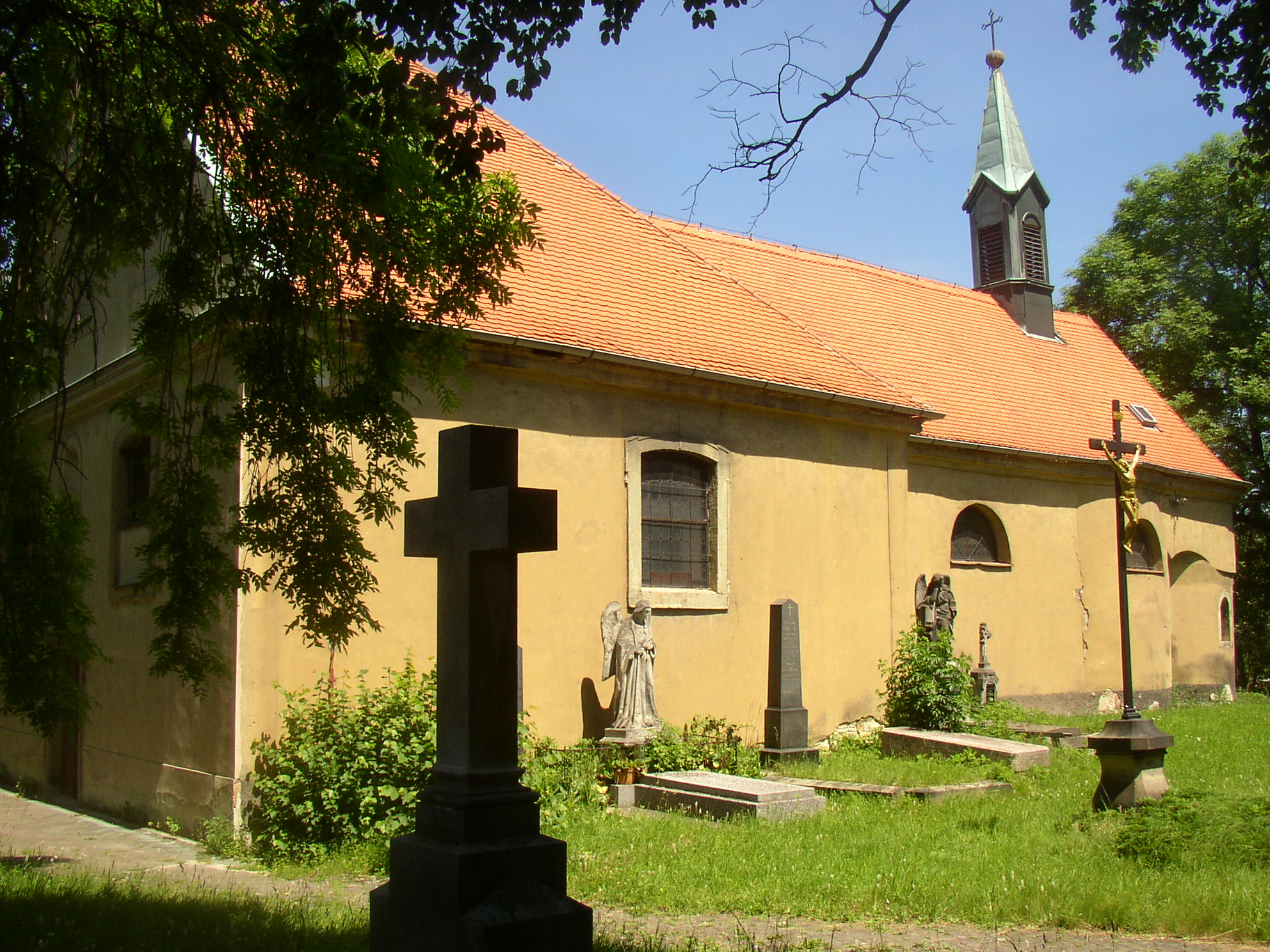
Kostel sv. Mikuláše, Vrapice
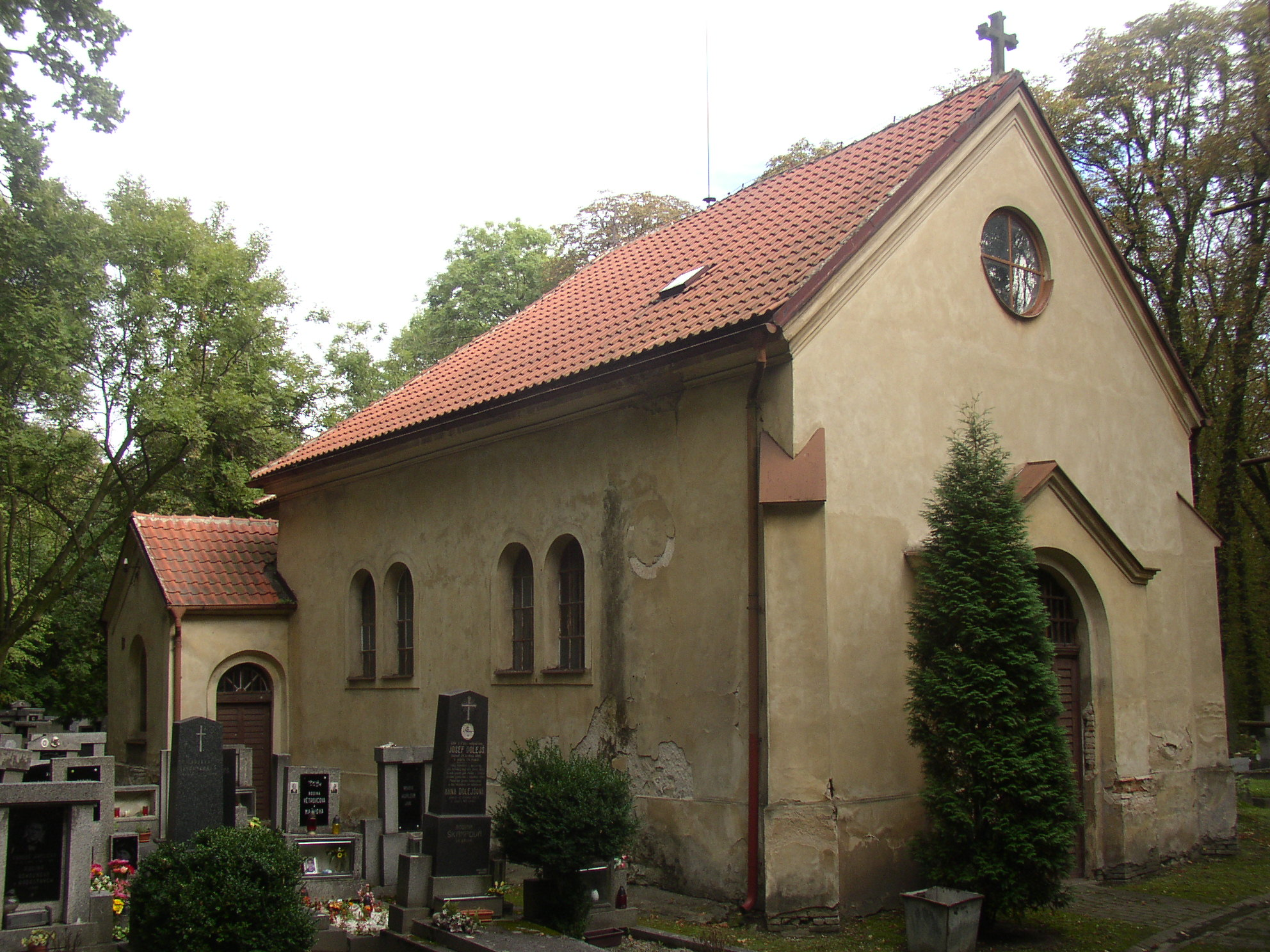
Kostel sv. Jana Křtitele, Dubí

## Osoby ve farnosti
Martin Chleborád, administrátor

Jan Píška, farní vikář • Mgr. Ing. Václav Slavíček, jáhenská služba, katechetická mise • Mgr. Jiří Neliba, výpomocný duchovní